# Arrondissement de Frise
L'arrondissement de Frise est un arrondissement  ("Landkreis" en allemand) de Basse-Saxe  (Allemagne).
Son chef-lieu est Jever. Cet arrondissement faisait jadis partie du duché d'Oldenbourg.

## Villes, communes et communautés d'administration
(nombre d'habitants en 2006)
Einheitsgemeinden
| 1. Bockhorn (8 719) 2. Jever, ville (13 919) 3. Sande (9 367) 4. Schortens, ville, commune autonome (21 195) 5. Varel, ville, commune autonome (25 102) 6. Wangerland (10 194) 7. Wangerooge, station balnéaire (986) 8. Zetel (11 809) |